# Kygo (album)
Kygo è il quinto ed eponimo album in studio del produttore e DJ norvegese Kygo, pubblicato il 21 giugno 2024 da RCA Records.

## Tracce
1. Intro – 1:15
2. The Feeling (with Sigrid) – 3:10
3. Whatever (with Ava Max) – 2:58
4. Surrender (with Fred Well) – 3:16
5. Can't Do It on My Own – 4:04
6. Me Before You (with Plested) – 3:35
7. Healing (Shattered Heart) (with Jonas Brothers) – 2:42
8. Lighthouse (with Zak Abel) – 3:11
9. Found Another Love – 4:22
10. Louder (with Julia Michaels and Chance Peña) – 3:00
11. Fade Away (with Sandro Cavazza) – 5:05
12. Hold On (featuring Emmitt Fenn) – 4:18
13. Let Go (with Sasha Alex Sloan) – 3:07
14. For Life (with Zak Abel featuring Nile Rodgers) – 2:55
15. Without You (with Hayla) – 4:23
16. Wait – Kygo Remix (2024 edit) – 5:35
17. You Can Feel – 3:11
18. Love Me Now or Lose Me Later (with Matt Hansen) – 3:41